# Socalchemmis icenoglei
Espèce
Socalchemmis icenoglei est une espèce d'araignées aranéomorphes de la famille des Zoropsidae.

## Distribution
Cette espèce est endémique de Californie aux États-Unis,. Elle se rencontre vers Winchester dans le comté de Riverside.

## Description
Le mâle holotype mesure 7,2 mm et la femelle 9,6 mm.

## Étymologie
Cette espèce est nommée en l'honneur de Wendell R. Icenogle.

## Publication originale
- Platnick & Ubick, 2001 : A revision of the North American spiders of the new genus Socalchemmis (Araneae, Tengellidae). American Museum novitates, no 3339, p. 1-25 (texte intégral).